# Motta Visconti
Motta Visconti település Olaszországban, Lombardia régióban, Milánó megyében. Lakosainak száma 8126 fő (2023. január 1.). Motta Visconti Bereguardo, Casorate Primo, Besate, Trovo és Vigevano községekkel határos.

## Népesség
A település lakossága az elmúlt években az alábbi módon változott:
| Lakosok száma | 7751 | 7877 | 7980 | 8126 |
|               | 2013 | 2017 | 2018 | 2023 |